# Zofia Zielińska-Porayska

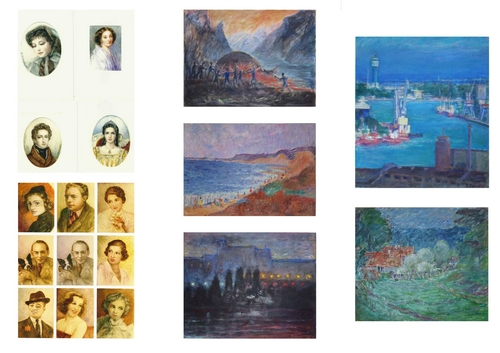

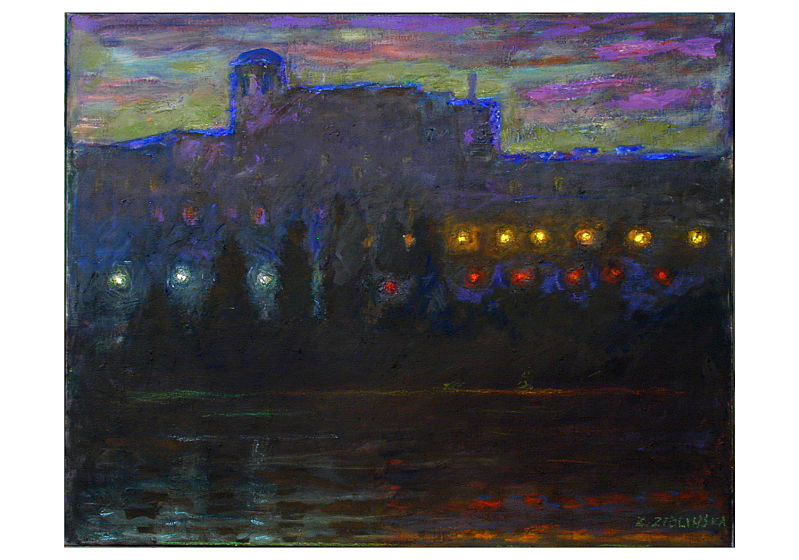

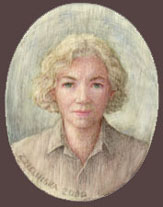

Zofia Zielińska-Porayska (ur. 8 grudnia 1924 w Warszawie, zm. 6 maja 2016) – polska działaczka podziemia niepodległościowego w czasie II wojny światowej, uczestniczka powstania warszawskiego w charakterze łączniczki znana pod pseudonimem POPIEL, artystka malarstwa, miniaturzystka, członek Związku Polskich Artystów Plastyków.

## Życiorys
Urodziła się w Warszawie jako córka urzędnika Izby Skarbowej. Przed wojną i w czasie okupacji niemieckiej mieszkała w podwarszawskim Ursusie, ukończyła również dwie klasy Gimnazjum Żeńskiego im. Narcyzy Żmichowskiej. W czasie II wojny światowej uczęszczała na tajne komplety uzyskując tzw. małą i duża maturę, a następnie na kursy architektoniczne. Ukończyła również kurs sanitariuszek, łączności oraz kurs służby wartowniczej. Należała do Armii Krajowej w ramach kompanii „Kordian” – VI Rejon „Helenów” – VII Obwód "Obroża" AK. W czasie powstania warszawskiego była łączniczką między Ursusem a Raszynem, Pruszkowem i Piastowem.
Po wojnie studiowała na Wydziale Malarstwa Akademii Sztuk Pięknych w Warszawie, uzyskując dyplom z malarstwa w 1953. Była członkiem  Związku Polskich Artystów Plastyków. Swoje prace prezentowała na wystawach ZPAP między innymi w warszawskiej Zachęcie i Muzeum Narodowym. Brała udział w odkrywaniu i zabezpieczeniu fresków w kościele  Zwiastowania Najświętszej Marii Panny w Czerwińsku nad Wisłą oraz w kościele parafialnym pw. św. Stanisława w Boguszycach koło Rawy Mazowieckiej. Od 1989 należała do Grupy Piaseczno, była również członkiem Stowarzyszenia Polskich Malarzy Miniaturzystów. Jej prace prezentowane były również w Muzeum Regionalnym w Piasecznie.
Była także ilustratorką  książek (w tym książek swojego męża Tadeusza Porayskiego).
Pochowana na cmentarzu w Warszawie, w dzielnicy Ursus przy ulicy Ryżowej: Kwatera  S1 rząd 5 grób 13-14.